# 龍山駅 (大邱広域市)
龍山駅（ヨンサンえき）は、大韓民国大邱広域市達西区にある大邱交通公社2号線の駅である。駅番号は(223)。

## 駅構造
- 島式ホーム1面2線の地下駅。

## 駅周辺
- ホームプラス城西店
- ハイマート龍山店
- 達句伐総合福祉館
- 農協城西ハナロクラブ
- 大邱カトリック大学校生涯教育院
- 大邱電子工業高等学校
- 大邱地方法院西部支院
- 大邱地方検察庁西部支庁
- 大邱家庭法院
- 大邱学生文化センター
- 大邱長基初等学校
- 大邱壮洞初等学校
- 大邱長城初等学校
- 大邱銀行城西ホームプラス出張所
- 韓国障害者雇用公団 大邱職業能力開発院
- ウリィ銀行大邱龍山支店

## 歴史
- 2005年10月18日 - 開業。

## 隣の駅
大邱交通公社
●2号線
梨谷駅 (222) - 龍山駅 (223) - 竹田駅(224)